# Tyler Sanders
Tyler James Sanders (Winnipeg, 14 dicembre 1991) è un pallavolista canadese.
Gioca nel ruolo di palleggiatore nel Będzin.

## Carriera

### Club
La carriera di Tyler Sanders inizia nella stagione 2009-10, quando partecipa al CIS Men's Volleyball Championship con la Manitoba; dopo una stagione di inattività, nel campionato 2011-12 gioca invece per la McMaster.
Nella stagione 2013-14 firma il suo primo contratto professionistico, andando a giocare nei Paesi Bassi con il Lycurgus di Groninga, in Eredivisie. Nella stagione successiva è in Svizzera, dove difende i colori del Lugano, club della Lega Nazionale A col quale si aggiudica lo scudetto.
Nel campionato 2015-16 inizia l'annata in Montenegro col Budvanska rivijera, in Prva liga, approdando a febbraio in Polonia, dove veste la maglia del Będzin, in Polska Liga Siatkówki, per il finale di stagione. Nel campionato seguente si trasferisce in Turchia, giocando la Efeler Ligi con l'Arkas di Smirne.
Nella stagione 2017-18 è di nuovo in Polska Liga Siatkówki, ingaggiato dal Trefl Gdańsk, club col quale vince la Coppa di Polonia. Nella stagione seguente fa ritorno in Efeler Ligi, ingaggiato dall'Halkbank; tuttavia è costretto a rinunciare al contratto con la formazione turca a causa di un infortunio. Rientra in campo nel campionato 2019-20, tornando nella massima divisione polacca, nuovamente al Będzin.

### Nazionale
Tra il 2010 il 2011 fa parte della selezione canadese Under-21 vincitrice della medaglia d'argento al campionato nordamericano e che partecipa al campionato mondiale, vincendo in seguito un altro argento alla Coppa panamericana, mentre due anni più tardi partecipa alla XXVII Universiade.
Nell'estate del 2014 riceve le prime convocazioni in nazionale maggiore, esordendo in occasione della World League. In seguito vince la medaglia d'oro alla NORCECA Champions Cup 2015, quella di bronzo ai XVII Giochi panamericani e un'altra d'oro al campionato nordamericano 2015. Nel 2017 conquista la medaglia di bronzo alla World League e al campionato nordamericano.

## Palmarès

### Club
- Campionato svizzero: 1

2014-15
- Coppa di Polonia: 1

2017-18

### Nazionale (competizioni minori)
- Campionato nordamericano Under-21 2010
- Coppa panamericana Under-21 2011
- NORCECA Champions Cup 2015
- Giochi panamericani 2015

### Premi individuali
- 2016 - Qualificazioni ai Giochi della XXXI Olimpiade: Miglior difesa